# Roswell – Ein Grünling auf Erden
Roswell – Ein Grünling auf Erden (Originaltitel: Roswell - Little Green Man) ist der Titel einer von Bill Morrison, dem Chefzeichner der Simpsons Comics, erschaffenen Comicreihe über einen beim Roswell-Zwischenfall auf der Erde abgestürzten Außerirdischen. Der Comic startete 1996, wurde jedoch bereits 1999 wieder eingestellt. In den USA wurde die Serie bei Bongo Comics veröffentlicht, in Deutschland übernahm dies der Dino Verlag. Zwischen Oktober 2000 und Februar 2001 erschienen so auf Deutsch drei Hefte und im Sommer 2001 ein Paperback, in dem alle sechs in den USA erschienenen Ausgaben inklusive der vierteiligen Vorgeschichte Roswells enthalten sind.

## Handlung
Im Jahr 1947 stürzt in der Nähe von Roswell (New Mexico) ein UFO vom Planeten ZOOT ab. Die Insassen werden lebensgefährlich verletzt, nur ein Passagier bleibt unverletzt und schafft es, sich vor der herannahenden Militärpolizei in Sicherheit zu bringen. Auf Umwegen gelangt er in den Wohnwagen von Julienne Fryes, einer Diner-Bedienung aus Roswell, mit der er durch Zufall eine Geistesverschmelzung erlebt. 
Nun kann er Juliennes Sprache sprechen und verstehen, genau wie umgekehrt sie seine. Im weiteren Verlauf der Handlung entsteht eine Freundschaft zwischen den beiden und der Außerirdische, der sich nun „Roswell“ nennt, begibt sich mithilfe Juliennes und ihrer Freunde auf die Suche nach einem Weg, der ihn zurück nach Hause führt.